# Wayne H. Bowen
Wayne H. Bowen (n. 1968) és un historiador i hispanista estatunidenc, catedràtic de Southeast Missouri State University (SEMO).
És autor d'obres com Spaniards and Nazi Germany: Collaboration in the New Order (University of Missouri Press, 2000), en què aborda les relacions del règim de Franco amb el Tercer Reich; Spain during World War II (University of Missouri Press, 2006); i Spain and the American Civil War (University of Missouri Press, 2011), un estudi sobre la posició i situació d'Espanya respecte a la guerra civil dels Estats Units; entre d'altres.
En 2016 preparava un llibre sobre Harry S. Truman, Espanya i la Guerra Freda.